# Tachyon

Doordat een tachyon sneller gaat dan het licht, zouden we het niet kunnen zien naderen. Nadat het ons gepasseerd was, zouden we er twee beelden van zien: één in de richting waarheen het vliegt (links) en het andere in de richting waaruit het gekomen is (rechts). Beide beelden zouden zich van ons af bewegen. Het beeld van het wegvliegende deeltje (links) zou als gevolg van het dopplereffect een roodverschuiving te zien geven, het beeld van het naderende deeltje een blauwverschuiving. De zwarte lijn is een momentopname van de schokgolf van Tsjerenkovstraling.

Een tachyon (uit het Grieks: ταχύς (tachús), 'snel') is een hypothetisch exotisch deeltje dat beweegt met een snelheid groter dan de lichtsnelheid.
De eerste beschrijving van tachyonen wordt toegeschreven aan de Duitse natuurkundige Arnold Sommerfeld, maar het waren George Sudershan en Gerald Feinberg (die de term bedacht) in de jaren zestig die een theoretisch model ontwikkelden voor hun onderzoek. Tachyonen worden in meerdere theorieën gebruikt, waaronder de snaartheorie. In termen van speciale relativiteit is een tachyon een deeltje dat zich op een ruimteachtige (in plaats van een tijdachtige) baan beweegt en een imaginaire eigentijd heeft.

## New age
Vanuit de wereld van de new age zijn vanuit pseudowetenschappelijk onderzoek producten en diensten ontwikkeld waarvan beweerd wordt dat ze gebruikmaken van tachyonen.

## In fictie
Tachyonen komen veelvuldig voor in fictie. Ze worden door sciencefictionschrijvers vaak gebruikt als een handig mechanisme om communicatie sneller dan het licht mogelijk te maken, al dan niet rekening houdend met causaliteitskwesties. De term tachyon is zo algemeen bekend geworden dat ze een gevoel van sciencefiction kan geven, zelfs als het onderwerp in kwestie geen directe relatie heeft met superluminale reizen.
Tachyonen komen voor in films en televisieseries als Project T, Star Trek, Babylon 5, Flash (DC Comics) en Doctor Who.